# John Sheridan (piłkarz)
John Joseph Sheridan (ur. 1 października 1964 roku w Stretford w Manchesterze) – irlandzki piłkarz występujący na pozycji pomocnika oraz trener. Obecnie jest szkoleniowcem angielskiego klubu Plymouth Argyle.

## Kariera klubowa
John Sheridan zawodową karierę rozpoczynał w 1982 w Leeds United. W pierwszym sezonie spędzonym na Elland Road rozegrał 27 ligowych spotkań i zdobył dwa gole. Łącznie w ekipie "The Peacocks" występował przez siedem sezonów, w których angielska ekipa grała w rozgrywkach Second Division. Irlandczyk łącznie w 230 meczach uzyskał 47 bramek, a w sezonie 1986/1987 strzelając piętnaście goli należał do czołówki ligowych strzelców.
Od sezonu 1989/1990 Sheridan był zawodnikiem Sheffield Wednesday, wcześniej zaliczył natomiast krótki epizod w Nottingham Forest. Razem z zespołem "Sów" w sezonie 1991/1992 wywalczył trzecie miejsce w Premier League. Dla Sheffield John przez siedem lat zaliczył 197 ligowych występów i 25 bramek. W trakcie rozgrywek 1995/1996 przebywał na wypożyczeniu w Birmingham City, w barwach którego wziął udział w dwóch spotkaniach.
W późniejszym czasie irlandzki pomocnik zdecydował się zmienić klub i podpisał kontrakt z Boltonem Wanderers. Spędził tam dwa lata, po czym przeniósł się do Doncaster Rovers, dla którego zanotował siedem ligowych występów. W 1998 Sheridan znów zmienił barwy klubowe i przeszedł do Oldham Athletic. Tam wywalczył sobie miejsce w podstawowej jedenastce, jednak z biegiem czasu grywał coraz rzadziej. W sezonie 2002/2003 na ligowych boiskach pojawił się tylko pięć razy, a po zakończeniu rozgrywek 2003/2004 Sheridan zakończył piłkarską karierę.

## Kariera reprezentacyjna
W reprezentacji Irlandii Sheridan zadebiutował w 1988 roku za kadencji trenera Jacka Charltona. W tym samym roku wystąpił na mistrzostwach Europy, na których Irlandczycy nie wyszli z grupy. W 1990 roku Sheridan wziął natomiast udział w mistrzostwach świata, na których podopieczni Jacka Charltona dotarli do ćwierćfinału, w którym zostali wyeliminowani przez Włochów. John był również uczestnikiem Mistrzostw Świata 1994, na których reprezentacja Irlandii w 1/8 finału przegrała z Holendrami. Łącznie dla drużyny narodowej Sheridan rozegrał 34 pojedynki, w których zdobył pięć goli.

## Kariera trenerska
W sezonie 2003/2004 Sheridan wspólnie z Davidem Eyresem pełnił rolę grających trenerów Oldham Athletic po tym, jak na stanowisku tym zastąpił ich Brian Talbot. 1 czerwca 2006 roku Sheridan został samodzielnym szkoleniowcem Oldham po tym, jak zwolniony został Ronnie Moore. 7 grudnia irlandzki piłkarz został najlepszym trenerem miesiąca w The Championship.
2 stycznia 2020 roku Sheridan został zwolniony z Chesterfield F.C. z powodu słabych wyników drużyny.